# Ivan da Silva-Bruhns
Pour les articles homonymes, voir Bruhns.
Ivan da Silva-Bruhns, ou Da Silva Bruhns, (Paris, 1881 - Antibes, 1980) est un peintre et décorateur français, né de parents brésiliens.

## Biographie

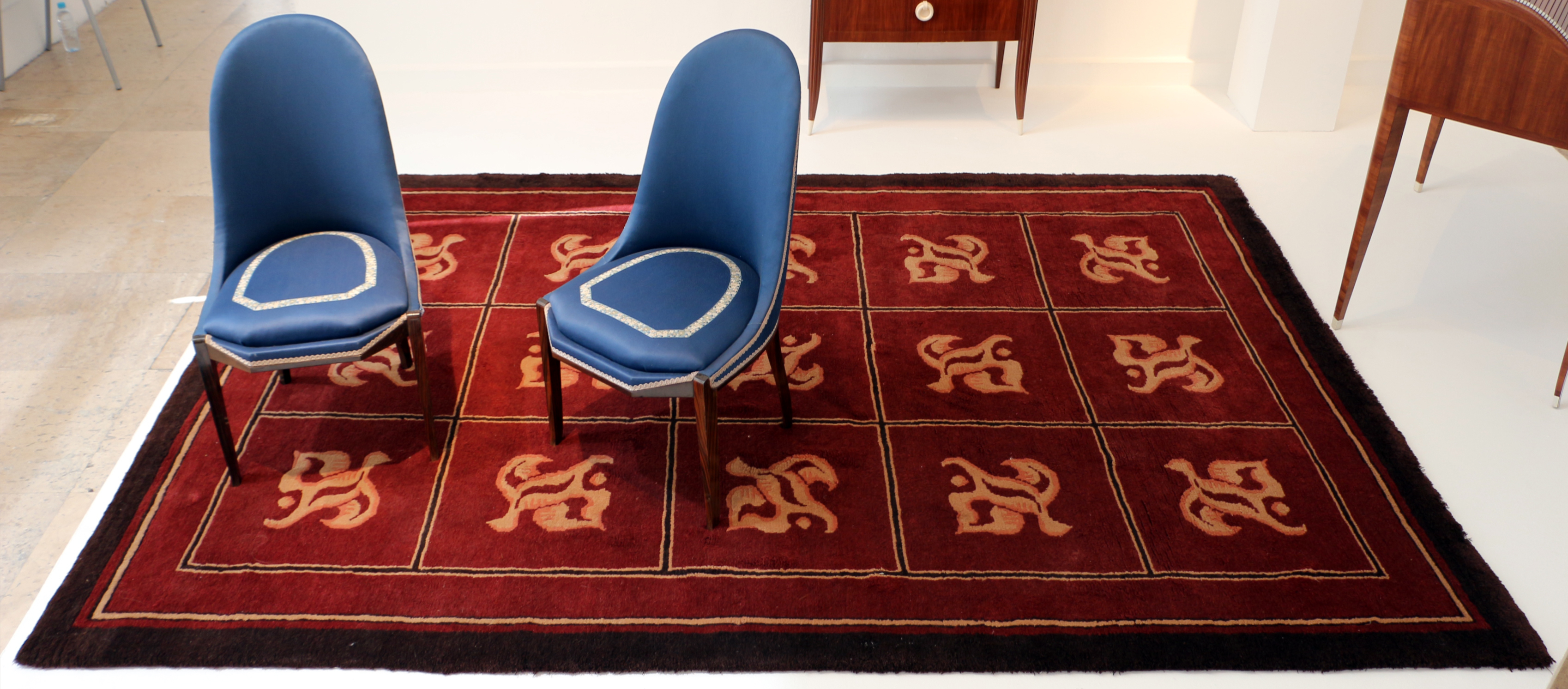
Tapis par Ivan da Silva-Bruhns (1925)

Après des études de biologie et de médecine, il devient peintre. Il expose au Salon des indépendants de 1911 à 1923, au Salon d'automne de 1913, 1921, 1931, 1951, 1952, (Catalogue raisonné 1903-2003 du Salon d'Automne dirigé par Noël Coret et noté comme artiste brésilien) et à la Société nationale des beaux-arts.
Inspiré par l'exposition de 1922 à Marseille, il rénove l'art du tapis en s'inspirant des arts océaniques, africains et pré-colombiens, avant de créer la manufacture de Savigny-sur-Orge.
Son travail est fortement remarqué durant l'Exposition internationale de 1925. Certains de ses motifs sont ensuite présentés dans le Répertoire du Goût Moderne (1928-1929).
Influencé par le cubisme et plus particulièrement par Picasso, il adopte des formes entrelacées soutenues par de simples motifs. Il eut une grande influence sur les concepteurs de tapis de France et d'Angleterre.

## Conservation, expositions
- Catalogue interministériel des dépôts d’œuvres d'art de l’État
- Decorum. Tapis et tapisserie d'artistes, 11 octobre 2013 - 9 février 2014, Musée d'art moderne de la ville de Paris.
- Ivan Da Silva Bruhns - Peintures pour sols et pour murs, 1927-1940, 16 septembre 2022 - 29 octobre 2022, Galerie Loeve&Co, Paris.